# سه دیدار با مردی که از فراسوی باور ما می‌آمد
سه دیدار با مردی که از فراسوی باور ما می‌آمد، اثری از نادر ابراهیمی درباره زندگی نامه سید روح‌الله خمینی است.
مجلدات اول و دوم کتاب را نادر ابراهیمی در بین سال‌های ۷۵ تا ۷۷ نوشته است. کتاب اگرچه سه جلدی است و نویسنده نیز بارها گفته که آن را در سه جلد نوشته، اما تنها دو جلد از آن در دست است و جلد سوم هرگز منتشر نشده و پس از درگذشت نادر ابراهیمی، کسی از سرنوشت جلد سوم خبر ندارد.
جلد نخست با عنوان «رجعت به ریشه‌ها» داستان بلندی دربارهٔ زندگی سید روح‌الله خمینی است، که نویسنده در آن کوشیده ابعاد مختلف شخصیتی او را در قالب داستان بررسی نماید. این مجلد شرح وقایع دوران کودکی خمینی و شکل‌گیری شخصیت وی است.جلد دوم «در میانه میدان» به دوران نوجوانی و آغاز مبارزات او میپردازد. جلد سوم «حرکت به اوج» که نوشته نشد. جلد های اول و دوم کتاب بین سال‌های ۱۳۷۵ تا ۷۷ نوشته شده‌اند.

نادر ابراهیمی در پایان جلد اول کتاب می‌نویسد:
«ابتدا قصد آن داشتم که همه حرف‌هایم را، درباره این داستان بلند خرد کننده، در مقدمه بیاورم؛ اما جلد نخستین که به پایان رسید، از نهادن مقدمه‌یی برای آن پشیمان شدم و تصمیم گرفتم که آن‌چه برای گفتن، خارج از داستان دارم، به انتهای جلد آخر بفرستم. همین‌قدر می‌گویم که در عمر خویش، کاری چنین کمرشکن، درهم کوبنده و خوف‌انگیز انجام نداده‌ام، و نه، دیگر، خواهم داد.»

## انتشار
کتاب نخستین‌بار توسط حوزه هنری در سال ۱۳۷۷ منتشر و هم‌زمان با بیست و پنجمین سالگرد درگذشت سید روح الله خمینی، تجدید چاپ شده است.

## نسخه صوتی
در سال ۱۳۹۹ در سالروز درگذشت روح الله خمینی انتشارات سوره مهر نسخه صوتی کتاب را با صدای وحید یامین‌پور منتشر کرد.

## تئاتر
- نمایش «دره گل زرد» که در بخش ویژه سی و یکمین جشنواره تئاتر فجر انتخاب شده است به صورت اپیزودیک از این کتاب به نمایش درآمد.

عوامل گروه اجرایی این نمایش نوویسنده و کارگردان: مهدی حاصل‌پور، مشاور کارگردان: دکتر مهدی حامدسقایان، بازیگران: بهمن عباس‌پور، کیومرث قنبری، حامد دولت آبادی، مجتبی بتوندی و مهسا ایرج پور بودند.
- در سال ۱۳۹۷ هم تئاتر صحنه سه دیدار با مردی که از فراسوی باور ما می اید به کارگردانی محمد هاشم زاده نمایش درآمد و به جشنواره ی روح الله فرستاده شد.

## خلاصه
فصل اول کتاب «سه دیدار» با نام «نخستین دیدار»، به نوعی پیش درآمد داستان است. «دیدار دوم: ذرات خاطره در هوا معلق نخواهد ماند» فصل بعدی کتاب است که ابراهیمی طی آن، برش هایی از کودکی خمینی را روایت می کند. «دیدار سوم: این شیخ را نگین کنید!» ماجرای دیدار خمینی است با سید حسن مدرس. ابراهیمی در فصل چهارم دیداری رویا گونه را شرح می دهد که بین یک پیر و مریدش روی می دهد. فصل پنجم، رجعتی است به کودکی خمینی تا از آن جا نقبی بزند به گذشته های دور و ماجرای مبارزات سید مصطفی ـ پدر روح الله ـ را شرح دهد. در همین فصل، نویسنده به گذشته های دورتر هم می رود و زندگانی و پیشینه اجداد و نیاکان خمینی را شرح می دهد. فصل ششم کتاب، روایتی است از بیرون بردن همسر رضا خان و زنان درباری از حرم معصومه به رهبری او.جلد دوم سه دیدار به خاطراتی از پدر در ایام قبل از تولد او، استفاده از افکار و سخنان عمه (صاحبه خانم)، دوران مبارزه در جوانی، حضور با برادر جهت‏ تحصیل علوم حوزوی و... می پردازد.با آنکه در این کتاب، حوادث سیاسی مهمی چون کودتای ۲۸ مرداد و محاکمه مصدق را با بیانی دراماتیک روایت می کند؛ اما از نوشتن در باب زندگی شخصی و احوالات خمینی نیز غافل نمی ماند. از جمله این اتفاقات، بیماری وبایی است که در زادگاه او می آید و نیز رفتن برادران او به اصفهان و تنها ماندن روح الله نوجوان.

## حواشی
• فرزانه منصوری همسر نادر ابراهیمی سال گذشته در گفت‎وگو با شهرستان ادب گفت:
در مورد «سه دیدار». اول این را باید بگویم، برای کسانی که می‌گویند نادر ابراهیمی چطور برای امام کتاب نوشته‌ است؟ نادر ابراهیمی خیلی پیش از این‌که امام خمینی رهبر یک انقلاب بشود ایشان را می‌شناخت، از خرداد ۴۲ می‌شناخت و در پی شناخت مردی بود که واقعا او را مبارز می‌دانست. حرکات او را دنبال می‌کرد. مثل این‌که آدم زندگی چه‌گوارا یا فیدل کاسترو را دنبال کند که شخصیت‌‌های مبارز واقعا زیبایی بودند. من حتی یادم است توی همان دوران شلوغی انقلاب روزنامه‌ها را می‌آورد و می‌خواست از یادداشت‌ها و خبر‌های کوچک روزنامه‌ها کتابی به نام «نهضت ایمان» بنویسد. من به او کمک می‌کردم و این اخبار را می‌بریدم و توی یک پوشه به نام «مستندات نهضت ایمان» جمع می‌کردم.
• پس از انتشار نخستش در سال ٧٧ توسط انتشارات سازمان تبلیغات اسلامی حوزه هنری (که اکنون انتشارات سوره مهر در آن مقام قرار دارد) دیگر منتشر نشد تا ده سال بعد که نادر ابراهیمی درگذشت. آن زمان بود که سوره مهر (انتشارات حوزه هنری) تازه اعلام کرد که سه دیدار به زودی منتشر خواهد شد! اما باز منتشر نشد و تا چند سال بعد این روند ادامه پیدا کرد. از سال ۹۰ این موانع برطرف شد و در آن سال شش بار تجدید چاپ شد.